# 音波みのり
音波 みのり（おとは みのり、1984年11月29日 - ）は、日本の女優。元宝塚歌劇団星組の娘役スター。
神奈川県横浜市、八雲学園高等学校出身。身長160cm。血液型O型。愛称は「はるこ」。

## 来歴
2003年、宝塚音楽学校入学。
2005年、宝塚歌劇団に91期生として入団。入団時の成績は29番。花組公演「マラケシュ・紅の墓標／エンター・ザ・レビュー」で初舞台。その後、星組に配属。
2010年の「摩天楼狂詩曲」で、華雅りりかとダブルキャストでバウホール公演初ヒロイン。続く「愛と青春の旅だち」で新人公演初ヒロイン。
2011年の「メイちゃんの執事」（バウホール・日本青年館公演）で、東上公演初ヒロイン。同年の「オーシャンズ11」で2度目の新人公演ヒロイン。
2012年の「天使のはしご」（日本青年館・バウホール公演）で、2度目の東上公演ヒロイン。
2019年の「アルジェの男／ESTRELLAS」で、全国ツアー公演初ヒロイン。
その後も幅広い役柄を演じ、星組の貴重な戦力として活躍してきたが、2022年7月24日、「めぐり会いは再び next generation／Gran Cantante!!」東京公演千秋楽をもって、宝塚歌劇団を退団。

## 宝塚歌劇団時代の主な舞台

### 初舞台
- 2005年3 - 5月、花組『マラケシュ・紅の墓標』『エンター・ザ・レビュー』（宝塚大劇場のみ）

### 星組時代
- 2005年7 - 8月、『長崎しぐれ坂』『ソウル・オブ・シバ!!』（東京宝塚劇場のみ）
- 2006年1 - 4月、『ベルサイユのばら-フェルゼンとマリー・アントワネット編-』
- 2006年6月、『フェット・アンペリアル』（バウホール） - キャサリン（幼少時代）
- 2006年8 - 11月、『愛するには短すぎる』『ネオ・ダンディズム!』
- 2007年1月、『Hallelujah GO!GO!』（バウホール） - メアリー
- 2007年3 - 7月、『さくら』『シークレット・ハンター』
- 2007年9月、『KEAN』（日生劇場）
- 2007年11 - 2008年2月、『エル・アルコン-鷹-』 - 新人公演：ジュリエット・グリンウッド（本役：稀鳥まりや）『レビュー・オルキス-蘭の星-』
- 2008年4 - 5月、『ANNA KARENINA（アンナ・カレーニナ）』（バウホール） - ターニャ／裸足のアンナ
- 2008年6 - 10月、『THE SCARLET PIMPERNEL（スカーレット ピンパーネル）』 - 新人公演：サリー（本役：稀鳥まりや）
- 2008年11月、『ブエノスアイレスの風』（日本青年館・バウホール）
- 2009年2 - 4月、『My dear New Orleans（マイ ディア ニュー オリンズ）』 - ポリーン、新人公演：メイ（本役：蒼乃夕妃）『ア ビヤント』
- 2009年6 - 9月、『太王四神記 Ver.II』 - クカ／キハ（幼少）、新人公演：タルビ（本役：妃咲せあら）
- 2009年10 - 11月、『再会』『ソウル・オブ・シバ!!』（全国ツアー）
- 2010年1 - 3月、『ハプスブルクの宝剣』 - マリア・アンナ、新人公演：ドロテーア（本役：琴まりえ）『BOLERO』
- 2010年5月、『リラの壁の囚人たち』（バウホール・日本青年館） - マリー・フルージュ
- 2010年8月、『摩天楼狂詩曲（ニューヨークラプソディー）〜君に歌う愛〜』（バウホール） - ナンシー・キャンベル[注釈 1]／メグ・ガーネット[注釈 1] バウ初ヒロイン[5][1][6]
- 2010年10 - 12月、『宝塚花の踊り絵巻』『愛と青春の旅だち』 - シーガー、新人公演：ポーラ（本役：夢咲ねね） 新人公演初ヒロイン[7][1][6]
- 2011年1 - 2月、『メイちゃんの執事』（バウホール・日本青年館） - 東雲メイ 東上初ヒロイン[8][1][6]
- 2011年4 - 7月、『ノバ・ボサ・ノバ』 - ボーロ、新人公演：ブリーザ（本役：白華れみ）『めぐり会いは再び』 - レオニード・ド・ローウェル（フォション）
- 2011年8 - 9月、『ノバ・ボサ・ノバ』 - ボーロ『めぐり会いは再び』 - レオニード・ド・ローウェル（フォション）（博多座・中日劇場）
- 2011年11 - 2012年2月、『オーシャンズ11』 - ポーラ、新人公演：テス・オーシャン（本役：夢咲ねね） 新人公演ヒロイン[9][1][6]
- 2012年3月、『天使のはしご』（日本青年館・バウホール） - エリザベス（リジー） 東上ヒロイン[8][1][6]
- 2012年5 - 8月、『ダンサ セレナータ』 - パトリシア『Celebrity』
- 2012年9月、『琥珀色の雨にぬれて』 - フランソワーズ・ドゥ・プレール『Celebrity』（全国ツアー）
- 2012年11 - 2013年2月、『宝塚ジャポニズム〜序破急〜』『めぐり会いは再び 2nd〜Star Bride〜』 - レオニード・ド・ローウェル『Étoile de TAKARAZUKA（エトワール ド タカラヅカ）』 - ヴァルゴファムA
- 2013年3 - 4月、『宝塚ジャポニズム〜序破急〜』『怪盗楚留香（そりゅうこう）外伝-花盗人（はなぬすびと）-』 - 李紅袖『Étoile de TAKARAZUKA（エトワール ド タカラヅカ）』（中日劇場・台北国家戯劇院）
- 2013年5 - 8月、『ロミオとジュリエット』
- 2013年10月、『日のあたる方（ほう）へ』（ドラマシティ・日本青年館） - ジュリア
- 2014年1 - 3月、『眠らない男・ナポレオン-愛と栄光の涯（はて）に-』 - オルタンス
- 2014年5 - 6月、『かもめ』（バウホール） - マーリヤ・イリーニチナ（マーシャ）[6]
- 2014年7 - 10月、『The Lost Glory -美しき幻影-』 - フランシス・デュモント『パッショネイト宝塚!』
- 2014年11 - 12月、『風と共に去りぬ』（全国ツアー） - メラニー[6][1]
- 2015年2 - 5月、『黒豹（くろひょう）の如（ごと）く』 - フロリンダ『Dear DIAMOND!!』[6]
- 2015年6 - 7月、『大海賊』 - アン『Amour それは…』（全国ツアー）
- 2015年8 - 11月、『ガイズ&ドールズ』 - クバーナの女
- 2016年1月、『鈴蘭（ル・ミュゲ）-思い出の淵から見えるものは-』（バウホール） - シャルロット[1]
- 2016年3 - 6月、『こうもり』 - バルドー大使夫人『THE ENTERTAINER!』
- 2016年8 - 11月、『桜華に舞え』 - タカ『ロマンス!! (Romance)』
- 2017年1月、『燃ゆる風-軍師・竹中半兵衛-』（バウホール） - 濃姫
- 2017年3 - 6月、『THE SCARLET PIMPERNEL（スカーレット ピンパーネル）』 - ケイト
- 2017年7 - 8月、『阿弖流為-ATERUI-』（ドラマシティ・日本青年館） - 坂上全子
- 2017年9 - 12月、『ベルリン、わが愛』 - レーニ・リーフェンシュタール『Bouquet de TAKARAZUKA（ブーケ ド タカラヅカ）』
- 2018年2月、『うたかたの恋』 - ミリー・ステュベル『Bouquet de TAKARAZUKA（ブーケ ド タカラヅカ）』（中日劇場）
- 2018年4 - 7月、『ANOTHER WORLD』 - 艶冶『Killer Rouge（キラー ルージュ）』
- 2018年10月、『デビュタント』（バウホール） - リーズ
- 2019年1 - 3月、『霧深きエルベのほとり』 - アンゼリカ・ロンバルト『ESTRELLAS（エストレ―ジャス）〜星たち〜』[10]
- 2019年5月、『アルジェの男』 - サビーヌ『ESTRELLAS（エストレ―ジャス）〜星たち〜』（全国ツアー） 全国ツアー初ヒロイン[10][1]
- 2019年7 - 10月、『GOD OF STARS -食聖-』 - エレノア・チョウ『Éclair Brillant（エクレール ブリアン）』
- 2019年11 - 12月、『ロックオペラ モーツァルト』（梅田芸術劇場・東京建物 Brillia HALL） - セシリア・ウェーバー
- 2020年2 - 3月、『眩耀（げんよう）の谷〜舞い降りた新星〜』 - 敏麗『Ray-星の光線-』（宝塚大劇場）
- 2020年7 - 9月、『眩耀（げんよう）の谷〜舞い降りた新星〜』 - 敏麗『Ray-星の光線-』（東京宝塚劇場）
- 2020年11月、『エル・アルコン-鷹-』 - シグリット・シェンナ『Ray-星の光線-』（梅田芸術劇場）
- 2021年2 - 5月、『ロミオとジュリエット』
- 2021年7月、『婆娑羅（ばさら）の玄孫（やしゃご）』（ドラマシティ・プレイハウス） - お鈴[1]
- 2021年9 - 12月、『柳生忍法帖』 - お圭『モアー・ダンディズム!』
- 2022年4 - 7月、『めぐり会いは再び next generation-真夜中の依頼人（ミッドナイト・ガールフレンド）-』 - レオニード・ド・ローウェル『Gran Cantante（グラン カンタンテ）!!』 退団公演[1]

### 出演イベント
- 2011年12月、タカラヅカスペシャル2011『明日に架ける夢』
- 2012年12月、タカラヅカスペシャル2012『ザ・スターズ!〜プレ・プレ・センテニアル〜』
- 2014年12月、タカラヅカスペシャル2014『Thank you for 100 years』
- 2015年12月、タカラヅカスペシャル2015『New Century，Next Dream』
- 2016年7月、『宝塚巴里祭2016』[11]
- 2016年12月、タカラヅカスペシャル2016『Music Succession to Next』
- 2018年12月、タカラヅカスペシャル2018『Say! Hey! Show Up!!』
- 2019年12月、タカラヅカスペシャル2019『Beautiful Harmony』

## 宝塚歌劇団退団後の主な活動

### 舞台
- 2023年2月、『CLUB SEVEN 20th Anniversary』（シアタークリエ・静岡・大阪・埼玉）[12]
- 2023年9 - 10月、『ロジャース／ハート』（よみうりホール・北國新聞赤羽ホール・松下IMPホール）[13]
- 舞台『サイボーグ009』 - 003／フランソワーズ・アルヌール
  - 2024年5月、『サイボーグ009』（日本青年館）[14]
  - 2025年11月、『サイボーグ009 -13番目の追跡者-』（品川プリンスホテル ステラボール）[15]
- 2024年7・10月・2025年1月、松平健芸能生活50周年記念公演（明治座・新歌舞伎座・博多座）[注釈 2][16]
- 2024年12月、『RUNWAY』（梅田芸術劇場・KAAT神奈川芸術劇場）[17]
- 2025年7 - 8月、『ダンスカンタービレ 2025 〜VIOLET〜』（博品館劇場）[18]